# جان فان هيشفايك
جان فان هيشفايك (مواليد 1965) هي فنانة تشكيلية هولندية. يركز عملها على فن الممارسة الاجتماعية، أو العلاقة بين الفضاء والجغرافيا والتجديد الحضري. تعيش حاليًا وتعمل في روتردام بهولندا.

## حياة سابقة
ولدت في عام 1965 في شندل، هولندا. درست في أكاديمية فور بيلديندي فورمينغ من عام 1983 إلى عام 1988 في تيلدين، هولندا. درست في أكاديمية جان فان إيك من عام 1988 إلى عام 1990 في ماستريخت، هولندا.

## الجوائز
- جائزة هندريك شابوت، 2002
- جائزة أننبرغ للفن والتغيير الاجتماعي 2011.[6]
- جائزة كاري ستون للتصميم، 2012.[8]

## روابط خارجية
- جان فان هيشفايك في jeanneworks.net